# Sebastiane
Pour les articles homonymes, voir Sebastiane.
Pour plus de détails, voir Fiche technique et Distribution.
Sebastiane est un film écrit et réalisé par Derek Jarman et Paul Humfress, sorti en 1976. Il s’inspire de la vie légendaire de saint Sébastien et illustre en particulier le fameux martyre où le saint est percé de flèches.

## Synopsis
Au IVe siècle apr. J.-C., Sébastien (Sebastianus) est membre de la garde personnelle de l'empereur Diocletien dont il est aussi le favori. Quand il essaye d'intervenir pour arrêter l'exécution par strangulation de l'un des gitons de l'Empereur par un de ses gardes du corps, Sébastien est dégradé et exilé dans une garnison située dans un lieu désertique, où les soldats s’adonnent parfois aux relations homosexuelles.
Bien que considéré comme l'un des premiers chrétiens, Sébastien est un adorateur du dieu solaire romain Phébus Apollon. Il sublime le désir de ses compagnons masculins par l'adoration de sa déité et par un comportement pacifique. C'est aussi le cas pour Sévère (Severus), le commandant de la garnison, qui devient de plus en plus obsédé par Sébastien, et cherche à le faire céder à ses avances. Ce dernier le repousse avec obstination.
Justin, un de ses compagnons d'armes, est également amoureux de Sébastien et se rapproche de ce dernier, bien que cette attirance soit non réciproque. Adrien (Adrianus) et Antoine (Antonius), deux des compagnons d'armes de Sébastien, sont homosexuels et leur amour partagé est connu de tous.
Après avoir essayé en vain de violer Sébastien, Sévère ordonne finalement son exécution sommaire : chacun de ses camarades doit lui décocher une flèche.

## Fiche technique
- Photographie : Peter Middleton
- Musique : Brian Eno
- Production : Howard Malin et James Whaley
- Budget : 45.000 USD
- Langue : latin

## Distribution
- Barney James : Sévère (Severus)
- Neil Kennedy : Maxime (Maximus)
- Leonardo Treviglio : Sébastien (Sebastianus)
- Richard Warwick : Justin
- Donald Dunham : Claudius
- Daevid Finbar : Julien
- Ken Hicks : Adrien
- Lindsay Kemp : une danseuse
- Steffano Massari : Marius
- Janusz Romanov : Antoine
- Gerald Incandela : le garçon léopard
- Robert Medley : l'Empereur Dioclétien
- Nell Campbell : une invitée de l'Empereur

## Autour du film
Sebastiane est tourné en latin : c’est le seul film britannique entièrement sous-titré en anglais. Le titre du film est le cas vocatif du nom latin Sebastianus, correspondant à l'apostrophe de « Sébastien », interpelé par ses compagnons soldats.
Le film a fait scandale à cause de la relecture homosexuelle de la vie et du martyre de Sébastien, saint catholique dont les nombreuses représentations dégagent souvent un certain homoérotisme.
Les dialogues de Jack Welch sont délibérément écrits en latin courant de l’époque, plutôt qu’en un langage très académique.
La chorégraphie du prologue est de Lindsay Kemp et de sa troupe, la musique d’Andrew Thomas Wilson.

## Édition en vidéo
En France, le film est édité en DVD en 2014 chez ÉrosOnyx éditions en accompagnement au livre Sebastiane ou saint Jarman, cinéaste queer et martyr de Didier Roth-Bettoni, consacré à Derek Jarman.